# Syzygiella autumnalis
Syzygiella autumnalis là một loài rêu tản trong họ Jungermanniaceae. Loài này được (DC.) Feldberg, Váňa, Hentschel & J. Heinrichs miêu tả khoa học lần đầu tiên năm.